# Pheidole tetracantha
Pheidole tetracantha är en myrart som beskrevs av Carlo Emery 1897. Pheidole tetracantha ingår i släktet Pheidole och familjen myror. Inga underarter finns listade i Catalogue of Life.